# Fockenberg-Limbach
Fockenberg-Limbach ist ein Ortsteil der Ortsgemeinde Reichenbach-Steegen im Landkreis Kaiserslautern (Rheinland-Pfalz) mit etwa 200 Einwohnern. Bis 1976 war er eine selbständige Gemeinde.

## Lage
Der Ort liegt im Nordpfälzer Bergland im südwestlichen Gemeindegebiet. Baulich sind die beiden Teilorte Fockenberg und Limbach inzwischen zusammengewachsen, sodass eine räumliche Trennung mittlerweile nicht mehr möglich ist. Am nordöstlichen Siedlungsrand entspringt der Limbach, der nach Nordosten fließt und nach anderthalb Kilometern in den Reichenbach mündet.

## Geschichte
Die erste urkundliche Erwähnung nennt das Dorf Fockenberg im Jahre 1393.
Im 14. Jahrhundert wird dann erstmals sowohl von Limpach, als auch von Fockenberg berichtet. Spätestens ab 1593 werden Limppach und Fockenberg zusammen erwähnt. Der Doppelname lässt darauf schließen, dass es sich um zwei selbstständige Siedlungsgebiete handelte, wovon eines an der Quelle des Limbaches gelegen und ein weiteres auf der Anhöhe lag, die einem Besitzer namens Focco gehörte.
Bis Ende des 18. Jahrhunderts gehörten Fockenberg und Limbach zur Kurpfalz. Beide Orte hatten schon immer Verbindung zu Reichenbach.
Von 1798 bis 1814, als die Pfalz Teil der Französischen Republik (bis 1804) und anschließend Teil des Napoleonischen Kaiserreichs war, waren Fockenberg und Limbach, die bereits zum damaligen Zeitpunkt eine Gemeinde bildeten, in den Kanton Landstuhl eingegliedert und unterstanden der Mairie Reichenbach. 1815 hatte die Gemeinde 220 Einwohner. Im selben Jahr wurde der Ort Österreich zugeschlagen. Bereits ein Jahr später wechselte der Ort wie die gesamte Pfalz in das Königreich Bayern. Von 1818 bis 1862 gehörte er dem Landkommissariat Homburg an; aus diesem ging das Bezirksamt Homburg  hervor.
In den Jahren 1902, 1911 sowie 1920 und 1921 entstanden wesentliche Neuerungen für das Dorf mit dem Bau des neuen Schulhauses (heute das Dorfgemeinschaftshaus, „Vereinsheim“), der Wasserleitung und der Stromversorgung. Da ein Teil des Bezirksamts – einschließlich Homburg selbst – 1920 dem neu geschaffenen Saargebiet zugeschlagen wurde, wechselte Fockenberg-Limbach ins Bezirksamt Kaiserslautern und wurde bis 1938 von einer in Landstuhl ansässigen Bezirksamtsaußenstelle verwaltet. 1928 hatte Fockenberg-Limbach 233 Einwohner, die in 45 Wohngebäuden lebten. Ab 1939 war der Ort Bestandteil des Landkreises Kaiserslautern.
Nach dem Zweiten Weltkrieg wurde Fockenberg-Limbach innerhalb der französischen Besatzungszone Teil des damals neu gebildeten Landes Rheinland-Pfalz. Im Zuge der ersten rheinland-pfälzischen Verwaltungsreform wurde die Gemeinde der neu gebildeten Verbandsgemeinde Weilerbach zugeordnet. Zum 24. Juli 1976 wurde Fockenberg-Limbach schließlich in die 1969 neu gebildete Gemeinde Reichenbach-Steegen (Zusammenschluss von Reichenbach und Reichenbachsteegen) eingemeindet.

## Politik

### Ortsbezirk
Der Ortsteil Fockenberg-Limbach ist der einzige Ortsbezirk der Gemeinde Reichenbach-Steegen. Auf die Bildung eines Ortsbeirats wurde verzichtet.

### Ortsvorsteher
Ortsvorsteher von Fockenberg-Limbach ist Erhard Helfenstein (Einzelbewerber / SPD). Bei der Direktwahl am 26. Mai 2019 wurde er mit einem Stimmenanteil von 81,25 % und am 9. Juni 2024 als einziger Bewerber mit 83,7 % jeweils für fünf Jahre wiedergewählt.

### Wappen
| Wappen von Fockenberg-Limbach | Blasonierung: „In dem von Silber und Schwarz gespaltenen Schild ist vorn ein goldbewehrter blauer Löwe, hinten ein rotbewehrter goldener Löwe; beide einander zugekehrt.“ |
| Wappen von Fockenberg-Limbach | Wappenbegründung: Das Wappen verbindet den Löwen der Grafen von Veldenz als früheren Ortsherren mit dem der Herzöge von Pfalz-Zweibrücken und der Kurfürsten von der Pfalz, zugleich auch das Wappentier im Siegel der Oberschultheißerei Lauterecken, zu der Fockenberg-Limbach in der Schultheißerei Reichenbach gehörte. |

## Kultur
Einziges Kulturdenkmal vor Ort ist ein im Jahr 1901 errichtetes Wegekreuz am nordöstlichen Siedlungsrand. Der 1911 gegründete Gesangverein besteht noch heute als Gemischter Chor, 1957 sammelten sich Junggesellen und gründeten die „Fröhlichen Pfälzer“ und 1961 wurde der Schützenverein gegründet.

## Infrastruktur
Fockenberg-Limbach liegt an der Kreisstraße 6. die den Ort mit Reichenbach und Hütschenhausen verbindet. Der Ort gehört zum Gerichtsbezirk Kaiserslautern.

## Persönlichkeiten
- Ludwig Liebel (1887–1962), Politiker (NSDAP), arbeitete vor Ort bis 1933 als Volksschul- und Hauptlehrer.